# Kazimierz Kuratowski
Kazimierz Kuratowski (Warschau, 2 februari 1896 - aldaar, 18 juni 1980) was een Pools wiskundige en logicus.

## Levensloop
Kuratowski werd geboren in het tsaristisch Rusland. In 1913 schreef hij zich in voor een ingenieursopleiding aan de Universiteit van Glasgow in Schotland, gedeeltelijk omdat hij niet in het Russisch wilde studeren. Na een jaar studie brak de Eerste Wereldoorlog uit en was verdere studie niet meer mogelijk. In 1915 begon Kuratowski zijn universitaire opleiding echter opnieuw aan de Universiteit van Warschau, dit keer in de wiskunde. In 1921 behaalde hij zijn doctoraat.
Hij werd in 1927 tot professor in de wiskunde benoemd aan de Polytechnische Universiteit van Lwów in Lwów. Vanaf 1934 was hij hoogleraar aan de Universiteit van Warschau. In 1945 werd hij lid van de Poolse Academie van het Onderwijs en in 1952 van de Poolse Academie van Wetenschappen. Van 1948 tot 1967 was hij directeur van het Instituut voor Wiskunde van de Poolse Academie van Wetenschappen. Ook was hij lange tijd voorzitter van zowel het Poolse als de Internationale Wiskundige Unie.
Kazimierz Kuratowski maakte deel uit van een bekende groep van Poolse wiskundigen die bijeen kwamen in het Schotse café in Lwów.

## Werk
Kuratowskis onderzoek was vooral gericht op abstracte topologische- en metrische structuren. Samen met Alfred Tarski en Wacław Sierpiński stelde hij het grootste deel van de theorie betreffende Poolse ruimten op. De Poolse ruimte is naar deze Poolse wiskundigen genoemd. Zijn bijdragen aan de wiskunde omvatten onder meer:
- Een karakterisering van Hausdorff-ruimten in termen van wat nu de sluitingaxioma's van Kuratowski worden genoemd;
- Een bewijs van het lemma van Kuratowski-Zorn;
- In de grafentheorie, de karakterisering van een planaire graaf die nu bekendstaat als de stelling van Kuratowski;
- Identificatie van het geordend paar {\displaystyle (x,y)} met de verzameling {\displaystyle \{\{x\},\{x,y\}\}}.
- De invoering van het Tarski-Kuratowski algoritme.
- Kuratowski sluiting-complement probleem
- Kuratowski vrije verzameling stelling
- Kuratowski-convergentie van deelverzamelingen van metrische ruimten